# Nogoyá
Nogoyá – miasto w Argentynie, położone we wschodniej części prowincji Entre Ríos.

## Opis
Miejscowość została założona w 1782 roku. W mieście znajduje się RN12 i RP26 i linia kolejowa.